# ミシェル・ブランチ
ミシェル・ブランチ（Michelle Jacquet DeSevren Branch Landau、1983年7月2日 - ）は、アメリカ合衆国の女性シンガーソングライター。アリゾナ州フラッグスタッフ市出身。

## 概要
デビューシングル「エヴリウェア」（Everywhere）が大ヒットとなり一躍有名になった。次いで2003年には、サンタナとのコラボレート曲「ゲーム・オブ・ラブ」（The Game Of Love）でグラミー賞を獲得。10代から20代の若い男女を中心に広く受け入れられ、その後にデビューしたアヴリル・ラヴィーンやヴァネッサ・カールトンといった女性アーティストと共に注目を集めている。母方の血がオランダ、インドネシア、フランス、父方の血がアイルランドということで、東洋的な雰囲気を合わせ持つ。

## 来歴
ブランチが歌い始めたのは3歳の時である。8歳の時に一家がフラッグスタッフから州内のセドナ市に移住するとボイストレーニングを始めた。14歳の誕生日に両親からギターをプレゼントされ、作曲を始めた。高校入学後、大親友である日系人のジェニファー・ハギオ（Jennifer Hagio）と出会い、ハギオや妹のニコール・ブランチ（Nicole Branch）とともにアマチュアバンドを結成し、本格的に作曲に取り組むようになる。
15歳で高校を中退したのち、2000年にインディーズ・アルバム「ブロークン・ブレスレット」（Broken Bracelet）をリリースする。その翌年マドンナ主宰のマーヴェリック・レコードと契約。2001年9月、アルバム「スピリット・ルーム」（The Spirit Room）をリリースしメジャーデビュー。デビュー・シングル「エヴリウェア」（Everywhere）は世界中でメガ・ヒットとなり、その後の2ndシングル「オール・ユー・ウォンテッド」（All You Wanted）、3rdシングル「グッバイ・トゥ・ユー」（Goodbye To You）もヒット。同アルバムは世界で400万枚超、日本でも35万枚を越えるセールスを記録した。2003年2月、サンタナとコラボレートした曲「ザ・ゲイム・オブ・ラヴ」（The Game Of Love）でグラミー賞のベスト・コラボレーション・ウィズ・ヴォーカル部門を受賞。同年6月には2ndアルバムとなる「ホテル・ペイパー」（Hotel Paper）をリリース、1stシングルとして「いまはしあわせ？」（Are You Happy Now?）がシングルカットされた。同アルバムからはその後2ndシングルとして「ブリーズ」（Breathe）、3rdシングルとして「ティル・アイ・ゲット・オーヴァー・ユー」（'Til I Get Over You）がリリースされた。
ブランチは他アーティストとの協働にも積極的である。前述のサンタナをはじめ、シャンタール・クレヴィアジックやシェリル・クロウともコラボレート曲を出している。2002年にはアマチュア時代に知り合ったバンド、ジャスティンケイス（Justincase）をプロデュースし、自らもデビューアルバムに参加した。また、サイドプロジェクトとして友人のシンガーソングライターのジェシカ・ハープとザ・レッカーズ（The Wreckers）というユニットを組み、新たな活動を開始している。2005年11月にはザ・レッカーズとしてサンタナのアルバムに再び参加、リードシングル「アイム・フィリング・ユー」（I'm Feeling You）でコラヴォレイトした。2006年5月にはレッカーズとしての1stアルバムである「スタンド・スティル・ルック・プリティ」（Stand Still-Look Pretty）をリリースした。
2017年6月には、約2年ぶりとなる来日公演が大阪・Billboard Live OSAKA、東京・Billboard Live TOKYOにて行われる。
プライベートでは、2004年5月23日、バックバンドのベーシストである19歳年上のテディ・ランドー（人気セッション・ギタリストとして知られるマイケル・ランドウの実弟）と結婚。2005年8月3日、長女オーウェンを出産した。現在、ブランチはロサンゼルスに在住している。
2015年、夫のテディ・ランドーと離婚。ミシェルとテディは一年以上前から別居状態であった。
2017年7月には、アルバム『ホープレス・ロマンティック』のプロデュースや来日公演のバックバンドに参加していたロックバンド「ザ・ブラック・キーズ」のドラマー・パトリック・カーニーとの婚約を発表。2018年2月、カーニーとの第1子の妊娠、2021年8月にはカーニーとの第2子の妊娠を発表した。
2022年8月、パトリック・カーニーと離婚。また、カーニーに対し暴力をふるったとして現地警察に逮捕されたが、同日の内に保釈金1000ドルを支払い保釈された。また同年9月には、4作目（インディーズ作『ブロークン・ブレスレット』を含めると5作目）となるオリジナル・アルバム『ザ・トラブル・ウィズ・フィーヴァー (The Trouble with Fever)』を発表。この作品は、2020年の新型コロナによるロックダウン中にパトリック・カーニーと共同制作されたもので、アルバムのプロデュースもカーニーが務めている。

## 作品

### アルバム
（注）トラックリストは全てUS盤の内容である。
- ブロークン・ブレスレット - Broken Bracelet （2000年6月1日）
  1. If Only She Knew
  2. Sweet Misery
  3. Washing Machine
  4. I'd Rather Be In Love
  5. Paper Pieces
  6. Stewart's Coat
  7. I'll Always Be Right There
  8. Goodbye To You
  9. Second Chances
  10. Leap Of Faith
  11. Sweet Misery（アコースティック・バージョン）
- スピリット・ルーム - The Spirit Room （2001年8月14日）
  1. Everywhere
  2. You Get Me
  3. All You Wanted
  4. You Set Me Free
  5. Something To Sleep To
  6. Here With Me
  7. Sweet Misery
  8. If Only She Knew
  9. I'd Rather Be In Love
  10. Goodbye To You
  11. Drop In The Ocean
- ホテル・ペイパー - Hotel Paper （2003年4月30日）
  1. Intro
  2. Are You Happy Now?
  3. Find Your Way Back
  4. Empty Handed
  5. Tuesday Morning
  6. One Of These Days
  7. Love Me Like That
  8. Desperately
  9. Breathe
  10. Where Are You Now
  11. Hotel Paper
  12. 'Til I Get Over You
  13. It's You
- エヴリシング・カムズ・エンド・ゴウズ - Everything Comes & Goes （2010年9月21日）
  1. Ready To Let You Go
  2. Sooner Or Later
  3. I Want Tears
  4. Crazy Ride
  5. Summertime
  6. Everything Comes And Goes
- ホープレス・ロマンティック - Hopeless Romantic（2017年4月7日）
  1. Best You Ever
  2. You're Good
  3. Fault Line
  4. Heartbreak Now
  5. Hopeless Romantic
  6. Living A Lie
  7. Knock Yourself Out
  8. Temporary Feeling
  9. Carry Me Home
  10. Not A Love Song
  11. Last Night
  12. Bad Side
  13. Shadow
  14. City
- ザ・トラブル・ウィズ・フィーヴァー - The Trouble with Fever（2022年9月16日）
  1. Closest Thing To Heaven
  2. You Got Me Where You Want Me
  3. I’m A Man
  4. Not My Lover
  5. When That Somebody Is You
  6. You
  7. Zut Alors
  8. Fever Forever
  9. Beating on the Outside
  10. I’m Sorry

#### その他のアルバム
- スタンド・スティル・ルック・プリティ - Stand Still, Look Pretty （2006年5月23日）
  - ザ・レッカーズ名義での作品。

  1. Leave The Pieces
  2. Way Back Home
  3. The Good Kind
  4. Tennessee
  5. My, Oh My
  6. Stand Still, Look Pretty
  7. Cigarettes
  8. Hard To Love You
  9. Lay Me Down
  10. One More Girl
  11. Rain
  12. Crazy People

### シングル
- Everywhere（2001年）
- All You Wanted（2002年）
- Goodbye to You（2002年）
- Are You Happy Now?（2003年）
- Breathe（2003年）
- 'Til I Get Over You（2004年）
- Sooner or Later（2009年）
- Loud Music（2011年）
- Hopeless Romantic（2017年）

#### その他のシングル
- The Game of Love（2002年）※Santana feat. Michelle Branch 名義
- I'm Feeling You（2005年）※Santana feat.The Wreckers 名義

### 他アーティストとのコラボレート曲
- The Game Of Love（サンタナ）
- I'm Feeling You（サンタナ）
- Waiting（シャンタール・クラビアジック）
- Love Me Like That（シェリル・クロウ）
- Desperately（ジェシカ・ハープ）
- Getaway（ティンバランド）
- GOOD LOVE (Rihwa)

## エピソード
- ミシェルという名前は、ビートルズファンである両親が付けたもので、彼らの曲「ミッシェル」に由来する。ちなみにミシェル自身もビートルズの大ファンである。また、ミッシェルの中にはフランス語の歌詞が存在するが、同じくミシェルが作曲した「ティル・アイ・ゲット・オーバー・ユー」にもフランス語の歌詞が存在する。
- 「ブロークン・ブレスレット」のタイトルは、シンガーソングライターのジュエルが自作したブレスレットに由来する。1998年7月、アリゾナ州フェニックス市で開かれたリサ・ローブのコンサートで前座を務め、ジュエルとも曲を共作したことのあるスティーブ・ペルツ（Steve Peltz）は、このブレスレットを「ブレスレットが壊れたとき、君は有名になる」と言ってブランチに渡した。
- ブランチはアリゾナ出身の内陸育ちのため、魚が苦手で、肉も鶏の胸肉しか食べられなく、日本での公演時はスタッフがサンドイッチひとつ購入するのにも東奔西走した。そんなブランチが日本に於いて、気に入ったのはグリコ社のプレッツェル、「いちごポッキー」だった。
- 「ウェイティング」（Waiting）はブランチがシャンタール・クレヴィアジックのスタジオを訪れたときに突発で参加したものである。
- ブランチは2002年にシェリル・クロウのツアーで前座を務め、このことがきっかけでクロウとの親交が始まり、「ラブ・ミー・ライク・ザット」（Love Me Like That）でのコラボレーション実現となった。
- 「アイル・オールウェイズ・ライト・ビー・ゼア」（I'll Always Right Be There）、「サムシング・トゥ・スリープ・トゥ」（Something To Sleep To）、「ドロップ・イン・ジ・オーシャン」（Drop In The Ocean）の3曲はジェニファー・ハギオとの共作である。曲のクレジットにはブランチとハギオの両方の名が記載されている。ちなみにハギオは日系アメリカ人であり、ブランチの音楽制作において最も影響を与えた人物である。
- 「ティル・アイ・ゲット・オーヴァー・ユー」（'Til I Get Over You）にはフランス語の歌詞が混ざっている。これは妹のニコル・ブランチがハイスクールでフランス語を習っていたことから、曲のイメージに合うとブランチが判断してのことである。ニコル・ブランチの名は、曲のクレジットにも記載されている。